# 承俊
承俊（しょうしゅん、生年不詳 － 延喜5年12月7日（906年1月4日））は、平安時代前期から中期にかけての法相宗の僧。
奈良興福寺で出家し、その後東大寺で法相・唯識を学んだ。威儀師・大威儀師を経て、律師に至る。900年（昌泰3年）醍醐天皇が生母である藤原胤子の追善のため勧修寺を建立した時、招かれてその開山となった。